# 토머스 고메즈

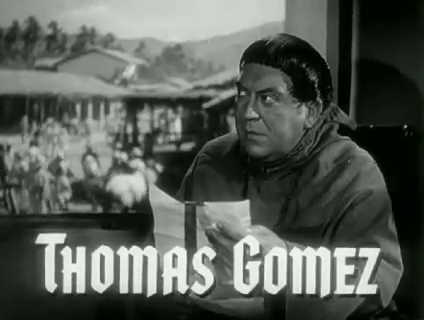

토머스 고메즈(Thomas Gomez, 1905년 7월 10일 ~ 1971년 6월 18일)는 미국의 연극 배우, 영화배우, 배우이다.
뉴욕에서 태어났으며 샌타모니카에서 사망하였다. 사인은 교통사고이다.

## 영화
- 혹성 탈출 2 - 지하 도시의 음모 (1970년) - 성직자 역
- 비밀지령 (1968년)
- 스테이 어웨이, 조 (1968년)
- 썸머 앤 스모크 (1961년)
- 벗 낫 포 미 (1959년)
- 트래피즈 (1956년)
- 징기스칸 (1956년)
- 더 매그니피슨트 마타도르 (1955년)
- 하지바바의 모험  (1954년)
- 섬브레로 (1953년)
- 메리 위도우 (1952년)
- 마카오 (1952년)
- 앤 오브 더 인디즈 (1951년)
- 격노 (1950년)
- 댓 미드나잇 키스 (1949년)
- 컴 투 더 스테이블 (1949년)
- 포스 오브 이블 (1948년)
- 키 라르고 (1948년)
- 조니 어클락 (1947년)
- 핑크 말 타기 (1947년)
- 페드로 선장의 모험 (1947년)
- 스웰 가이 (1946년)
- 캔트 헬프 싱잉 (1944년)
- 폴로우 더 보이즈 (1944년)
- 콜벳 K-225 (1943년)
- 화이트 세비지 (1943년)
- 아라비안 나이트 (1942년)